# Pirámide de Ballandean
La Pirámide de Ballandean (en inglés: Ballandean Pyramid) es una pirámide de piedra cerca de la pequeña localidad de Ballandean, en el estado de Queensland, Australia. La pirámide es de aproximadamente 15 metros de altura y fue construida con bloques de granito local. No debe confundirse con las formaciones rocosas naturales cercanas conocidas como «las pirámides» en el parque nacional Girraween. Es una propiedad privada perteneciente a un viñedo local (Henty Estate) y está a unos 25 metros de la carretera más cercana. Fue construida por el antiguo propietario de las tierras a un costo de mil dólares australianos. La pirámide fue construida después de que un residente local, Peter Watters, preguntó qué debía hacer con la cantidad excedente de rocas de granito que se excavó para el laboreo de la tierra. La pirámide tomó ocho meses para construirse usando una excavadora y un camión para el volcado.